# Langar (Nottinghamshire)
Pour les articles homonymes, voir Langar.
Langar est un village du Nottinghamshire, en Angleterre.